# Amphoe Mayo
Amphoe Mayo (thailändisch อำเภอ มายอ) ist ein Landkreis (Amphoe – Verwaltungs-Distrikt) im Zentralbereich der Provinz Pattani und hat als einzige Amphoe keine Grenze zu anderen Provinzen oder zur Küste. Die Provinz Pattani liegt im Südosten der Südregion von Thailand am Golf von Thailand.

## Geographie
Benachbarte Landkreise und Gebiete sind (von Norden im Uhrzeigersinn): die Amphoe Yaring, Panare, Thung Yang Daeng und Yarang. Alle Amphoe liegen in der Provinz Pattani.

## Geschichte
Das Gebiet des heutigen Landkreises Mayo war ursprünglich Teil des Amphoe Yaring. Im Jahr 1900 wurde der Landkreis eingerichtet, zunächst unter dem Namen Rako (ราเกาะ). Im folgenden Jahr zur Eröffnung des neuen Verwaltungsgebäudes im Tambon Mayo wurde der Landkreis nach dem zentralen Tambon Mayo benannt.

## Verwaltung

### Provinzverwaltung
Amphoe Mayo ist in 13 Unterbezirke (Tambon) eingeteilt, welche weiter in 58 Dorfgemeinschaften (Muban) unterteilt sind.
| Nr. | Name       | Thai    | Muban | Einw.  |
| --- | ---------- | ------- | ----- | ------ |
| 1.  | Mayo       | มายอ    | 3     | 6.017  |
| 2.  | Thanon     | ถนน     | 4     | 3.676  |
| 3.  | Trang      | ตรัง     | 4     | 2.933  |
| 4.  | Krawa      | กระหวะ  | 5     | 3.391  |
| 5.  | Lubo Yirai | ลุโบะยิไร | 8     | 10.667 |
| 6.  | La-nga     | ลางา    | 7     | 6.395  |
| 7.  | Kraso      | กระเสาะ | 5     | 3.443  |
| 8.  | Ko Chan    | เกาะจัน  | 5     | 4.646  |
| 9.  | Pado       | ปะโด    | 4     | 4.705  |
| 10. | Sakho Bon  | สาคอบน  | 3     | 3.096  |
| 11. | Sakho Tai  | สาคอใต้  | 4     | 1.981  |
| 12. | Sakam      | สะกำ    | 4     | 4.183  |
| 13. | Panan      | ปานัน    | 2     | 1.675  |

### Lokalverwaltung
Mayo (เทศบาลตำบลมายอ) ist eine Kleinstadt (Thesaban Tambon) im Landkreis, sie besteht aus dem gesamten Tambon Mayo.
Jeder der übrigen zehn Tambon wird jeweils von einer  „Tambon-Verwaltungsorganisation“ (TAO, องค์การบริหารส่วนตำบล) verwaltet.